# وایسنبرگ (اوبرلواسزیتس)
شهر وایسنبرگ (به آلمانی: Weißenberg) در ایالت زاکسن در کشور آلمان واقع شده‌است.